# Barbara Mertz
Barbara Mertz (Canton, 29 de setembro de 1927 — Frederick, 8 de agosto de 2013) foi uma escritora norte-americana que escreveu sob os pseudónimos Elizabeth Peters e Barbara Michaels.

## Obras
- Um Crocodilo na Duna
- A Maldição dos Faraós
- O Caso da Múmia
- Um Leão no Vale
- Um crime no Museu Britânico